# 제22회 미국 작가 조합상
제22회 미국 작가 조합상은 1969년 뛰어난 활동을 보인 영화 작가를 기리기 위해 1970년 3월에 열린 시상식이다. Beverly Hilton Hotel에서 개최되었다.

## 수상 및 후보

### 각본상
- 내일을 향해 쏴라 - 윌리엄 골드먼 수상
- 파트너 체인지 - 폴 마줄스키 수상

### 각색상
- 굿바이 컬럼버스 - 아놀드 슐만 수상
- 미드나잇 카우보이 - 왈도 설트 수상

### 월계수상
- 달톤 트럼보 수상

### 발렌타인 데이비스 상
- Richard Murphy 수상

### 모건 콕스 상
- Barry Trivers 수상